# Centre (Cameroun)
Centre er en region i Cameroun med hovedstad i byen Jaunde. Regionen ligger i midt i landet og grænser op til regionen Adamawa mod nord, Est mod øst, Sud mod syd, Littoral-regionen mod sydvest og Ouestregionen mod nordvest.
Den er den næststørste (efter Estregionen) af Camerouns regioner målt på landareal. De største etniske grupper omfatter Bassa, Ewondo og Vute.
Yaoundé, hovedstaden i Cameroun, ligger midt i regionen og tiltrækker folk fra resten af landet til at bo og arbejde der. Byerne i centrum er også vigtige industricentre, især for tømmer. Landbrug er en anden vigtig økonomisk faktor, især med hensyn til provinsens vigtigste salgsafgrøde, kakaobønne. Uden for hovedstaden og plantagezonerne er de fleste indbyggere selvforsynende landmænd.

## Inddeling
Provinsen er opdelt i ti departementer :
1. Lekié, med hovedstad i Monatélé, ligger nordvest for Yaoundé
2. Haute-Sanaga (Øvre Sanaga), med hovedstad i Nanga Eboko, i den vestlige og centrale del af provinsen
3. Mbam-et-Inoubou (Mbam og Inoubou), med hovedstad i Bafia,
4. Mbam-et-Kim (Mbam og Kim), med hovedstad i Ntui, er den største og dækker næsten hele den nordlige halvdel af provinsen
5. Méfou-et-Afamba (Méfou og Afamba), med hovedstad i Mfou, er området øst og syd for Yaoundé.
6. Méfou-et-Akono (Méfou og Akono), med hovedstad i Ngoumou.
7. Mfoundi består udelukkende af hovedstaden Yaoundé og et større område.
8. Nyong-et-Kéllé (Nyong og Kéllé), med hovedstad i Eséka, ligger i det sydvestlige hjørne af provinsen.
9. Nyong-et-Mfoumou (Nyong og Mfoumou) ligger overfor dette mod sydøst og styres fra Akonolinga.
10. Nyong-et-So'o (Nyong og So'o), med Mbalmayo som hovedstad, ligger på den centrale grænse til den sydlige provins.

Hver af disse departementer ledes af en præsidentielt udpeget præfekt (prefet), også kaldet en ledende divisionsofficer. Guvernøren, også en præsidentielt udpeget person, har sine kontorer i Yaoundé.